# Pierre Germain (orfèvre)
 (décembre 2020).
Si vous disposez d'ouvrages ou d'articles de référence ou si vous connaissez des sites web de qualité traitant du thème abordé ici, merci de compléter l'article en donnant les références utiles à sa vérifiabilité et en les liant à la section « Notes et références ».
Pour les articles homonymes, voir Pierre Germain et Germain.
Pierre Germain, né à Paris le  7 décembre 1645, mort au Louvre le 23 septembre 1684, est un orfèvre français.

## Biographie
Il est issu de la famille Germain, dynastie d'orfèvres parisiens. Pierre Germain n’est pas le premier orfèvre de sa maison, car il était lui-même fils d’un orfèvre, François Germain, qui, d’après les recherches de Jal, mourut le 7 janvier 1676.
Pierre a eu plusieurs enfants parmi lesquels son fils Thomas, lui même devenu orfèvre. De bonne heure, Pierre Germain paraît avoir été connu et protégé par Colbert. C’est grâce à lui qu’il travailla pour Louis XIV.
Dans les comptes des Bâtiments du roi, Germain apparaît d’abord occupé à faire des matrices pour des médailles. Le 8 juillet 1678, il reçoit un acompte sur le prix des « poinçons qu’il grave ». Le 23 mai 1679, il touche 853 livres 2 sols comme parfait payement de la somme qui lui est due pour les « poinçons, carrez et médailles qu’il fait pour l’histoire du Roy ».
Au début, Germain était donc essentiellement graveur sur métaux. À cette époque, Claude Ballin venait de mourir et sa place était à prendre : il ne semble pas que Pierre Germain s’en soit emparé. Les anciens textes mentionnent cependant une œuvre d’orfèvrerie. Les conquêtes de Louis XIV devaient être racontées dans un livre splendide. Chargé d’en faire la couverture, Germain cisela dans l’or de petits bas-reliefs représentant des batailles et des allégories montrant, dans le motif principal, le roi appuyant la main droite sur un bouclier et posant la main gauche sur une massue : au fond, des génies ou des amours attachaient aux branches de deux palmiers des guirlandes de fleurs et des trophées d’armes.
D’après l’Histoire littéraire de Louis XIV publiée en 1751, par l’abbé Lambert, Germain reçut en 1680, l’ordre de « travailler à plusieurs riches morceaux destinés à orner la grande galerie de Versailles ». L’historien ne dit pas quels ouvrages l’artiste fit pour le roi, et aucune preuve n’est venue confirmer son assertion. Pour récompenser son zèle, Louis XIV lui avait donné un logement aux galeries du Louvre. 
Pierre germain est mort à environ trente-neuf ans.